# Gamsia simplex
Gamsia simplex är en svampart som först beskrevs av Sugiy., Y. Kawas. & H. Kurata, och fick sitt nu gällande namn av Arx 1981. Gamsia simplex ingår i släktet Gamsia, divisionen sporsäcksvampar och riket svampar.   Inga underarter finns listade i Catalogue of Life.